# Slavuta
Slavuta (ukrajinsky Славута) je město v Chmelnycké oblasti na Ukrajině. Leží na řece Horyň ve vzdálenosti necelých sto kilometrů na sever od Chmelnyckého, správního střediska oblasti. V roce 2022 zde žilo takřka 35 tisíc obyvatel.

## Dějiny
První písemná zmínka o Slavutě je z roku 1633, kdy zde sídlil polský šlechtický rod Sanguszků, který zde také vybudoval hrad. V roce 1873 byla severně od města otevřena železniční trať ze Zdolbunivu do Šepetivky (dnes součást tratě Kovel - Berdyčiv), na které měla Slavuta své nádraží.

## Rodáci
- Henryk Rzewuski (1791–1866), polský spisovatel
- Jevsej Grigorjevič Liberman (1897–1981), sovětský ekonom
- Oleksandr Oleksijovyč Zinčenko (1957–2010), ukrajinský politik
- Bojmír Hutta (1920–1987), český malíř, ředitel galerie, pedagog, autor odborných publikací (Domažlice, Plzeň, Mnichov, Paříž, Cheb)